# Eleição presidencial nos Estados Unidos em 1992
A eleição presidencial dos Estados Unidos em 1992 foi a 52ª eleição presidencial quadrienal, realizada em uma terça-feira, 3 de novembro de 1992. O governador democrata Bill Clinton, do Arkansas, derrotou o presidente republicano George HW Bush, o empresário independente Ross Perot do Texas e vários outros candidatos menores. Essa eleição marcou o fim de um período de domínio republicano que começou em 1968, quando o Partido Democrata venceria o voto popular em 5 das seis eleições seguintes.
Bush alienou muitos dos conservadores de seu partido ao quebrar sua promessa de campanha de 1988 contra o aumento de impostos, mas se esquivou de um desafio primário do comentarista conservador Pat Buchanan. A popularidade de Bush após seu sucesso na Guerra do Golfo dissuadiu candidatos democratas de destaque, como Mario Cuomo, de entrar nas primárias democratas de 1992. Clinton, um líder do centrista do Conselho da Liderança Democrata, estabeleceu-se como o principal candidato para a nomeação democrata por dominar a Super Terça nas primárias. Ele derrotou o ex e futuro governador da Califórnia Jerry Brown, o ex-senador Paul Tsongas de Massachusetts e outros candidatos para ganhar a nomeação de seu partido e escolheu o senador Al Gore como seu companheiro de chapa. O bilionário Ross Perot lançou uma campanha independente, enfatizando sua oposição ao Acordo de Livre Comércio da América do Norte e seu plano para reduzir a dívida nacional.
A economia estava em recessão e a maior força de Bush, a política externa, era considerada muito menos importante após a dissolução da União Soviética e o fim da Guerra Fria e do clima relativamente pacífico no Oriente Médio após a Guerra do Golfo. Perot liderou várias pesquisas realizadas em junho de 1992, mas prejudicou gravemente sua candidatura ao abandonar temporariamente a disputa em julho. A campanha de Bush criticou o caráter de Clinton e enfatizou os sucessos de Bush na política externa, enquanto Clinton se concentrou na economia. Clinton obteve pluralidade no voto popular e maioria no voto eleitoral, quebrando uma sequência de três vitórias republicanas consecutivas. Ele ganhou estados em todas as regiões do país. Clinton dominou o Nordeste e a Costa Oeste, marcando o início do domínio democrata em ambas as regiões nas eleições presidenciais e estaduais. Clinton também teve um bom desempenho no meio-oeste oriental, no oeste da montanha, nos Apalaches e em partes do sul.
Junto com Jimmy Carter, Gerald Ford e Donald Trump, Bush foi um dos quatro presidentes em exercício, desde a Segunda Guerra Mundial, a ser derrotado nas eleições gerais. Perot obteve 18,9% do voto popular, a maior parcela de votos de um candidato fora dos dois partidos principais desde 1912. Esta foi a primeira eleição desde 1980 em que um presidente em exercício não conseguiu assegurar um segundo mandato. Embora não tenha conquistado nenhum voto eleitoral, Perot encontrou apoio em todos os estados, e o estado natal de Clinton, Arkansas, foi o único estado a conceder a maioria dos votos a qualquer candidato.

## Nomeações

### Partido Democrata
|                                                        | Bill Clinton                | Al Gore |
| para Presidente                                        | para Vice-Presidente        |         |
|                                                        |                             |         |
| 40º e 42 governador do Arkansas (1979–1981, 1983–1992) | Senador dos EUA (1985–1993) |         |

## Resultados
| Resultados finais da eleição para presidente dos Estados Unidos em 1992 | Resultados finais da eleição para presidente dos Estados Unidos em 1992 | Resultados finais da eleição para presidente dos Estados Unidos em 1992 | Resultados finais da eleição para presidente dos Estados Unidos em 1992 | Resultados finais da eleição para presidente dos Estados Unidos em 1992 | Resultados finais da eleição para presidente dos Estados Unidos em 1992 | Resultados finais da eleição para presidente dos Estados Unidos em 1992 | Resultados finais da eleição para presidente dos Estados Unidos em 1992 | Resultados finais da eleição para presidente dos Estados Unidos em 1992 |
| Candidato a presidente                                                  | Estado de origem                                                        | Candidato a vice-presidente                                             | Estado de origem                                                        | Partido                                                                 | Partido                                                                 | Voto popular                                                            | Voto popular                                                            | Colégio Eleitoral                                                       |
| Candidato a presidente                                                  | Estado de origem                                                        | Candidato a vice-presidente                                             | Estado de origem                                                        | Partido                                                                 | Partido                                                                 | Votos                                                                   | Porcentagem                                                             | Colégio Eleitoral                                                       |
| ----------------------------------------------------------------------- | ----------------------------------------------------------------------- | ----------------------------------------------------------------------- | ----------------------------------------------------------------------- | ----------------------------------------------------------------------- | ----------------------------------------------------------------------- | ----------------------------------------------------------------------- | ----------------------------------------------------------------------- | ----------------------------------------------------------------------- |
| Bill Clinton                                                            | Arkansas                                                                | Al Gore                                                                 | Tennessee                                                               |                                                                         | Democrata                                                               | 44.909.889                                                              | 43,01%                                                                  | 370                                                                     |
| George H. W. Bush                                                       | Texas                                                                   | Dan Quayle                                                              | Indiana                                                                 |                                                                         | Republicano                                                             | 39.104.550                                                              | 37,45%                                                                  | 168                                                                     |
| Ross Perot                                                              | Texas                                                                   | James Stockdale                                                         | Califórnia                                                              |                                                                         | Independente                                                            | 19.743.821                                                              | 18,91%                                                                  | 0                                                                       |
| Andre Marrou                                                            | Alasca                                                                  | Nancy Lord                                                              | Nevada                                                                  |                                                                         | Libertário                                                              | 290.087                                                                 | 0,28%                                                                   | 0                                                                       |
| Bo Gritz                                                                | Nevada                                                                  | Cy Minett                                                               | Novo México                                                             |                                                                         | Partido Populista                                                       | 106.152                                                                 | 0,10%                                                                   | 0                                                                       |
| Lenore Fulani                                                           | Nova York                                                               | Maria Munoz                                                             | Califórnia                                                              |                                                                         | Partido da Nova Aliança                                                 | 73.622                                                                  | 0,07%                                                                   | 0                                                                       |
| Howard Phillips                                                         | Virgínia                                                                | Albion Knight, Jr.                                                      | Flórida                                                                 |                                                                         | Partido dos Contribuintes                                               | 43.369                                                                  | 0,04%                                                                   | 0                                                                       |
| Total                                                                   | Total                                                                   | Total                                                                   | Total                                                                   | Total                                                                   | Total                                                                   | 104.423.923                                                             | 100%                                                                    | 538                                                                     |
| Necessários para vencer                                                 | Necessários para vencer                                                 | Necessários para vencer                                                 | Necessários para vencer                                                 | Necessários para vencer                                                 | Necessários para vencer                                                 | Necessários para vencer                                                 | Necessários para vencer                                                 | 270                                                                     |

Nota: Houve ainda 152.516 votos noutros candidatos.